# George Catlin (Politiker)
George Edward Gordon Catlin (* 26. Juli 1896 in Liverpool; † 7. Februar 1979 in Southampton, Hampshire) war ein britischer politischer Wissenschaftler und Philosoph.

## Leben und Tätigkeit
Catlin war ein Sohn des George Edward Catlin (1858–1936) und seiner Ehefrau Edith, geb. Kate. Der Vater war ein Geistlicher der anglikanischen Kirche. Catlin besuchte die St. Paul’s School in London, anschließend studierte er politische Wissenschaften am New College in Oxford.
Kurz nach Beginn des Ersten Weltkriegs meldete Catlin sich als Kriegsfreiwilliger, wurde aber abgelehnt. Er verbrachte er den Großteil des Krieges als Mitarbeiter in der Abteilung für den Vertrieb von Alkohol des Central Control Board, einer staatlichen Aufsichtsbehörde. Während der letzten Monate des Krieges kam er schließlich doch noch als Angehöriger der britischen Armee zum Einsatz: Er wurde an der Westfront in Belgien eingesetzt.
Nach dem Krieg schloss Catlin seine Ausbildung ab. Er erhielt einen Master-Abschluss der Universität Oxford. Anschließend widmete er sich dem damals neuen Fach der Politischen Wissenschaften. Nachdem er sich durch einen vielbeachteten Aufsatz über Thomas Hobbes einen Namen in der Fachwelt gemacht hatte, ging er auf Einladung von Wallace Notestein in die Vereinigten Staaten, um seit 1924 als assistan professor Politik an der Cornell University zu lehren. Dort schloss er 1926 seine Dissertation ab. Im selben Jahr wurde er in eine Kommission berufen, die die Auswirkungen der Alkoholprohibition in den Vereinigten Staaten untersuchen sollte. 1929 wirkte er zusammen mit Herbert George Wells und anderen an der Schaffung der Zeitschrift Realist mit.
Politisch organisierte Catlin sich in der Labour Party. Er unterstützte u. a. die angelsächsische Kooperation, d. h. die Zusammenarbeit Großbritanniens mit den Vereinigten Staaten, sowie die indische Unabhängigkeitsbewegung.
1931 und 1935 bewarb Catlin sich vergeblich zweimal für einen Sitz im britischen Unterhaus: 1931 kandidierte er im Wahlkreis Brentford and Chiswick und 1935 im Wahlkreis Sunderland.
1940 arbeitete Catlin in der Wahlkampfkampagne von Wendell Willkie als Berater mit.
Nach dem Krieg absolvierte Catlin eine Reihe von Lehr- und Forschungsaufenthalten an verschiedensten Stellen der Welt: 1947 lehrte er in Peking, 1953 bis 1954 am Mar Ivanios College in Indien und von 1956 bus 1960 an der McGill University.
1970 wurde Catlin anlässlich des diesjährigen Geburtstags der britischen Königin zum Ritter geschlagen.
Er wurde auf dem St. James-Friedhof in Old Milverton, Warwickshire, begraben. Sein Nachlass wird in der McMaster University Library verwahrt.

## Ehe und Familie
Catlin war seit 1925 mit der Autorin Vera Brittain verheiratet. Aus der Ehe gingen zwei Kinder hervor: John Edward Jocelyn Brittain-Catlin (1927–1987) und Shirley Williams, Baroness Williams of Crosby (1930–2021), die als Politikerin der Liberal Party bekannt wurde.
In zweiter Ehe heiratete Catlin 1971 Delinda Gates (1913–2002).

## Schriften
- Thomas Hobbes as Philosopher, Publicist and Man of Letters, 1922.
- The Science and Method of Politics, 1926. (Dissertation)
- A Study of the Principles of Politics, 1929.
- Anglo-Saxony and Its Tradition, New York 1939.
- One Anglo-American Nation, 1941.
- In the Path of Mahatma Gandhi, 1948.
- For God’s Sake, Go!, 1972. (Autobiographie)